# Dawn of Victory
Dawn of Victory är ett musikalbum av det italienska power metal-bandet Rhapsody, släppt 2000. Likt föregående album fokuserar det på historien om Algalord och "Smaragdsvärdets saga". Det producerades och arrangerades av Sascha Paeth och Miro. Albumet är gruppens första med trummisen Alex Holzwarth.

## Låtlista
Samtliga låtar skrivna av Alex Staropoli och Luca Turilli, om annat inte anges.
1. "Lux Triumphans" (Alex Staropoli) - 2:00
2. "Dawn of Victory" - 4:47
3. "Triumph for My Magic Steel" - 5:47
4. "The Village of Dwarves" - 3:52
5. "Dargor, Shadowlord of the Black Mountain" - 4:48
6. "The Bloody Rage of the Titans" - 6:24
7. "Holy Thunderforce" - 4:22
8. "Trolls in the Dark" (Luca Turilli) - 2:32
9. "The Last Winged Unicorn" - 5:44
10. "The Mighty Ride of the Firelord" - 9:16